# AaB Support Club
AaB Support Club er den eneste officielle fanklub for fodboldklubben AaB og er med sin stiftelse den 22. august 1990 Danmarks ældste officielle fanklub for et hold i landets bedste fodboldrække. AaB Support Club er medlem af Football Supporters Europe (FSE) 

## Foreningens historie
Foreningen blev stiftet af tre AaB-fans, Morten Brix, Daniel Tribler og Gitte Tribler, med det primære formål at sikre fodboldklubbens tilhængere adgang til billig fællestransport i forbindelse med klubbens udebanekampe. Daniel Tribler startede ud som almindelig bestyrelsesmedlem, men blev sidenhen foreningens formand og er i dag æresmedlem i AaB Support Club sammen med Jens Jessen, Gitte Tribler, Torben Boye, Lynge Jakobsen, Lars 'Kosten' Thomsen og Christian Simoni (pr. 1. marts 2019).
Fra starten blev initiativet hilst velkommen af fodboldklubbens ledelse, men mødt med en vis skepsis blandt folk i fankredsen, idet supporterkulturen, som den kendes fra udlandet, endnu ikke var kommet til live i Danmark. Gradvist steg interessen dog for foreningens aktiviteter og da AaB spillede pokalfinale på Odense stadion i 1991 kunne fanklubben i samarbejde med en lokal rejsearrangør sende hele 14 busser med tilskuere til den første finalekamp. AaB tabte pokalfinalen den pågældende sæson, men fanklubben vandt derimod tilslutning blandt klubbens fans. Antallet af busser blev slået i 1999, hvor klubben med sejr i pokalfinalen kunne sikre sig "The Double". Ved den lejlighed blev der sendt 35 busser af sted mod København.
I 2000 fejrede fanklubben 10 års jubilæum med en medlemsskare på ca. 3.000. Dette tal er siden stagneret for så igen at stige til 1.699 medlemmer i 2007 – i takt med klubbens resultater på banen. Siden har medlemstallet ligget nogenlunde stabilt, hvor seneste opgørelse er på 1.700 medlemmer i marts 2014.
I dag er sammenholdet og støtten til fodboldholdet stadig en central del af fanklubben, men aktiviteterne er blevet udvidet til også at omfatte et medlemsblad og egen podcast, kaldet Rød Aalborg.

### Sæsonens AaB'er
Foreningens kårede for første gang i foråret 1991 sæsonens AaB'er blandt klubbens spillere og trænere ved sæsonens afslutning. Den første vinder, Calle Facius, blev kåret af foreningens bestyrelse, men sidenhen er vinderen blevet kåret efter afstemning blandt foreningens medlemmer. Rasmus Würtz er den eneste spiller, der i årenes løb har vundet titlen fire gange, mens fire spillere har vundet afstemningen to gange: Ståle Solbakken, Michael Silberbauer, Thomas Augustinussen og Nicklas Helenius.

#### Vindere
| Sæson     | Vinder               |
| --------- | -------------------- |
| 2017/2018 | Jacob Rinne          |
| 2016/2017 | Joakim Mæhle         |
| 2015/2016 | Nicolaj Thomsen      |
| 2014/2015 | Rasmus Würtz         |
| 2013/2014 | Rasmus Würtz         |
| 2012/2013 | Nicklas Helenius     |
| 2011/2012 | Nicklas Helenius     |
| 2010/2011 | Rasmus Würtz         |
| 2009/2010 | Kjetil Wæhler        |
| 2008/2009 | Allan Kuhn           |
| 2007/2008 | Thomas Augustinussen |
| 2006/2007 | Rade Prica           |
| 2005/2006 | Thomas Augustinussen |
| 2004/2005 | Martin Ericsson      |
| 2003/2004 | Jimmy Nielsen        |
| 2002/2003 | Rasmus Würtz         |
| 2001/2002 | Michael Silberbauer  |
| 2000/2001 | Michael Silberbauer  |
| 1999/2000 | Anders Andersson     |
| 1998/1999 | Ståle Solbakken      |
| 1997/1998 | Ståle Solbakken      |
| 1996/1997 | Jens Jessen          |
| 1995/1996 | Ib Simonsen          |
| 1994/1995 | Jes Høgh             |
| 1993/1994 | Ikke uddelt          |
| 1992/1993 | Ikke uddelt          |
| 1991/1992 | Ikke uddelt          |
| 1991      | Calle Facius         |

## Ekstern kilde/henvisning
- ASC's officielle hjemmeside